# Hereditært angioødem
Hereditært angioødem (HAE) er en sjælden diagnose, der skyldes en genetisk defekt på det blodbaserede protein C1-inhibitor (C1-INH). 

## Sygdom
Sygdommen viser sig ved op til tre-fire døgn varende anfald med hævelse på hænder, fødder, i mave, ansigt og hals (Larynx). Anfaldene kan vise sig hele livet med hævelser og ofte angreb af mave-tarm-kanalen som giver mavesmerter, diarré eller opkastning. Specielt farlig - i visse situationer egentligt livstruende - kan hævelser i svælg og strube være grundet risiko for vejrtrækningsbesvær. Ud over hævelser oftest i ansigtet, på arme eller på ben er HAE karakteriseret ved kolikagtige mavesmerter med kvalme/opkastning og eventuelt diarré og vandladningsbesvær, hovedpine, svimmelhed og krampeanfald samt tale- og synsforstyrrelser.

## Diagnose
Diagnosen stilles ved undersøgelse af en blodprøve. Behandlingen er medicinsk og består af forebyggende behandling og akut behandling ved anfald. Man kan have sygdommen i større eller mindre grad – det er på nuværende tidspunkt ikke muligt at forudsige, hvor hårdt man vil blive ramt.

## Sygdomsforløbet
Symptomerne begynder ofte så småt i barneårene og kan forværres omkring puberteten. Anfaldene optræder med ugers til måneders interval, og personerne er fuldstændig velbefindende imellem disse. Ikke sjældent aftager sværhedsgraden og hyppigheden af anfaldene hos ældre personer.

### Forvarsler
Mange patienter kan fornemme, at et anfald er på vej. De føler sig måske uoplagte, angste, deprimerede, kuldskære eller har en fornemmelse af prikken og stikken i huden. Nogle bemærker et guirlandeformet eller ringformet rødt udslæt på huden.

### Provokerende faktorer
Anfald med hævelser eller mavesmerter kan hos nogle patienter udløses af kraftig fysisk aktivitet, mekanisk belastning, insektstik, udtalt varme eller kulde, infektioner, operationer eller psykisk stress. I de fleste tilfælde kan man dog ikke identificere en udløsende faktor.

### Medicin
Enkelte typer medicin kan fremprovokere anfald og personer med HAE må aldrig behandles med lægemidler af typen ACE-hæmmere. Lægemidler med det kvindelige kønshormon østrogen, herunder også p-piller, bør gives med stor forsigtighed til personer med HAE.

### Årsag
Sygdommen skyldes mangel på proteinet C1-esterase inhibitor (C1-INH). Der findes undertyperne Type I (personerne har nedsat koncentration af C1-INH) og Type II (personerne har normal koncentration af C1-INH, men proteinet fungerer ikke normalt, så man taler her om en funktionel mangel på C1-INH). Type I er langt den hyppigste (cirka 90 %). Ved HAE arver man den nedsatte evne til at danne proteinet. Der findes også en erhvervet form for angioødem, hvor personerne danner normale mængder C1-INH, men alt for hurtigt nedbryder proteinet, hvorved der opstår en mangeltilstand. Når man mangler C1-INH, vil nogle af kroppens andre enzymsystemer (kinin-, fibrinolyse- og komplementsystemet) kunne aktiveres uhindret, hvilket udløser de akutte anfald.

### Arvegang
HAE er en autosomal dominant arvelig sygdom hvilket vil sige, at den kan nedarves direkte fra far eller mor til et barn, som har 50 % risiko for at blive bærer af sygdomsgenet. Sygdommen rammer mænd og kvinder lige hyppigt. Ikke alle med sygdomsgenet får nødvendigvis symptomer på sygdommen. Hos cirka 90 % af patienterne kendes andre sygdomsramte i familien.

### Fejl-diagnosticering
Når en patient henvender sig til lægen og klager over hævelser af huden, vil der være mange andre diagnostiske muligheder. Hyppigst drejer det sig om angioødemer på baggrund af allergi, intolerans, lægemidler eller såkaldte idiopatiske tilfælde (hvor årsagen ikke kan klarlægges). Forekomst af andre tilfælde i familien, mangel på typisk nældefeber samt oplysninger om anfald af mavesmerter styrker mistanken om HAE. Mange læger har imidlertid ikke erfaring med denne diagnose og flere patienter er blevet fejldiagnosticeret. Nogle patienter får kun anfaldsvise mavesmerter, som kan være så voldsomme, at de fejlagtigt bliver opereret på mistanke om blindtarmsbetændelse eller anden kirurgisk katastrofe. Mange patienter vil blive undersøgt og behandlet for allergi, hvilket dog ikke er den korrekte diagnose eller behandling.

### Undersøgelser
Måling af C1-INH proteinet kan foretages på en blodprøve. Man kan bestemme den totale mængde C1-INH samt funktionen af det tilstedeværende protein. Nogle gange vælger man at screene for sygdommen med Complement C4, som altid vil være nedsat under anfald og ofte nedsat udenfor anfald.

## Information
Antallet af diagnosticerede patienter i Danmark er 80-90 personer. Det er muligt, at der er personer med sygdommen, som endnu ikke har fået stillet den korrekte diagnose. Mange patienter oplever, at der går flere år fra symptomstart til diagnosen stilles ved blodprøvetagning. Der er internationalt en forventning om at sygdomsforekomsten er et sted mellem 1 ud af 30.000 til 1 ud af 50.000.
I Danmark er HAE-patienter og deres pårørende organiseret i patientforeningen HAE Scandinavia. Denne patientforening er medlem af den globale organisation HAEi - International Patient Organization for C1-Inhibitor Deficiencies.

## Ekstern henvisning
- Hjemmeside for patientforeningen HAE Scandinavia
- Hjemmeside for HAEi - International Patient Organization for C1-Inhibitor Deficiencies